# Daria Guidetti
Pour les articles homonymes, voir Guidetti.
Daria Guidetti, née en 1978 à Empoli est une astrophysicienne italienne.

## Biographie
Au lycée, elle a suivi de nombreux astéroïdes dans le cadre de ses activités d'astronome amateur au sein du Groupe d'astronomes amateurs de Montelupo, participant à la découverte de certains d'entre eux. En 1998 et 2000, elle a découvert deux astéroïdes, avec la collaboration de deux autres astronomes amateurs, Egisto Masotti et Maura Tombelli respectivement. Ces découvertes ont eu lieu au sein de l'Observatoire astronomique de Montelupo à Fiorentino en Toscane,. Les noms choisis pour les deux astéroïdes rendent hommage à Loretta Gregorini, professeur au Département de physique et d'astronomie de Bologne, et à Marco Bondi, chercheur à l'Institut d'astronomie de Bologne (IRA) de l'Institut national d'astrophysique.
En 2012, elle a remporté le prix national Vincenzo Ferraro pour sa thèse de doctorat sur l'étude des champs magnétiques dans les amas et groupes de galaxies.
Passionnée d'astronomie depuis l'âge de cinq ans, c'est au lycée qu'elle prit part au Groupe d'astronomes amateurs de Montelupo. Elle est diplômée en astronomie de l'université de Bologne pour l'année scolaire 2005/2006, sa thèse était intitulée : « Proprietà radio di sorgenti in ammassi di galassie: il sistema dumb-bell in Abell 2382 ». Elle a conduit ses études doctorales à l'Observatoire européen austral à Munich et à l'université de Bologne. Actuellement, elle mène ses recherches à l'Institut de radio-astronomie de l'INAF à Bologne.
Impliquée dans la diffusion des sciences, elle organise des conférences publiques, elle coopère avec les magazines de culture astronomique Le Stelle et Coelum Astronomia, elle est guide pour les visiteurs au Centre consacré à Marcello Ceccarelli à l'Institut de radio-astronomie de Bologne.
L'astéroïde (27005) Dariaguidetti porte son nom.
| (34004) Gregorini  | 30 juillet 2000  | avec M. Tombelli |
| (49443) Marcobondi | 22 décembre 1998 | avec E. Masotti  |